# St. Albertus Magnus (Leversbach)

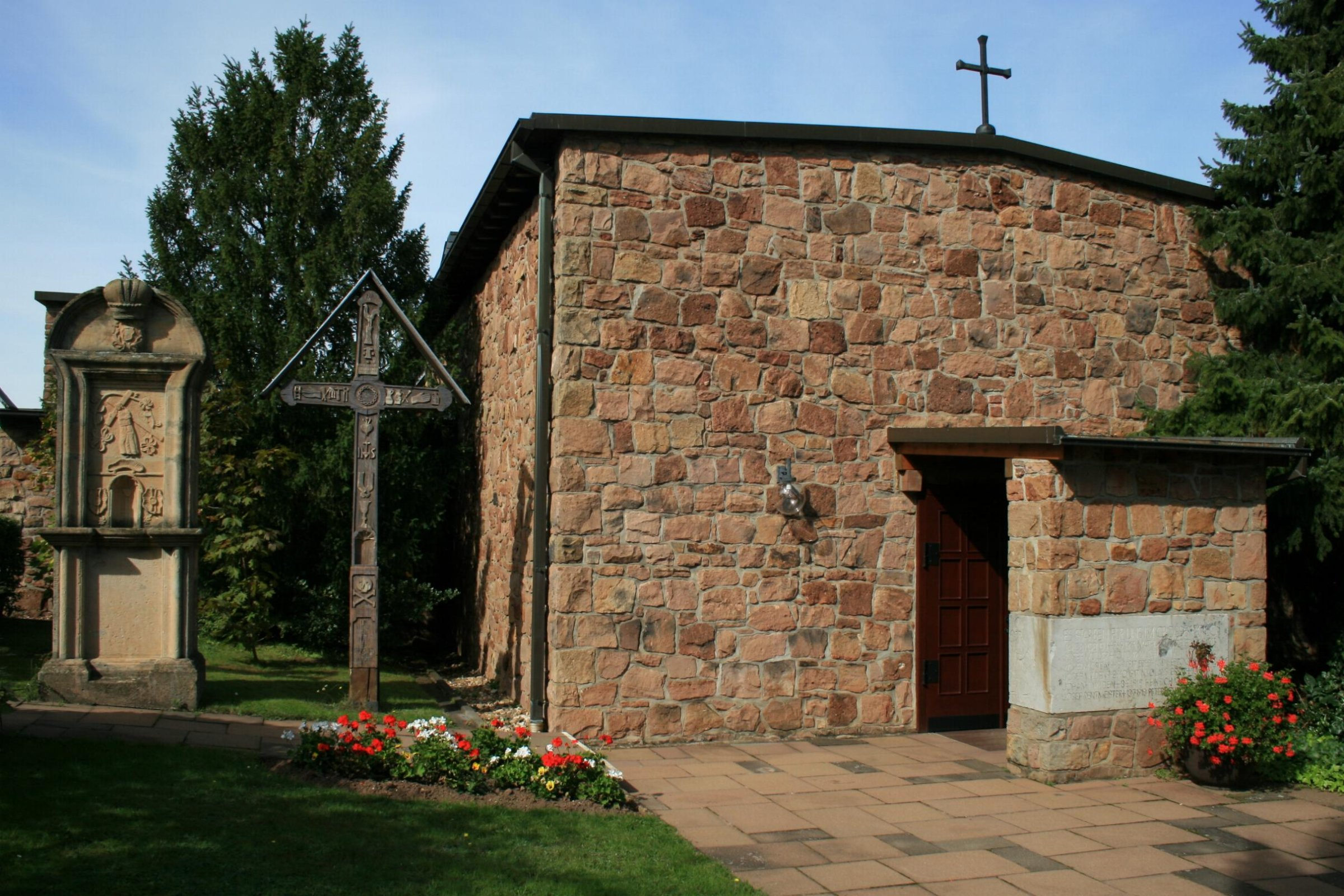
St. Albertus Magnus in Leversbach

St. Albertus Magnus ist die römisch-katholische Kapelle des Kreuzauer Ortsteils Leversbach im Kreis Düren in Nordrhein-Westfalen. Die Kapelle gehört zur Pfarre St. Gereon, Boich.
Das Bauwerk ist unter Nummer 112 in die Liste der Baudenkmäler in Kreuzau eingetragen und dem hl. Albertus Magnus geweiht.

## Geschichte
Leversbach besaß bis zum Bau der heutigen Kapelle nie ein eigenes Gotteshaus. Der Ort gehörte immer zur Pfarre St. Martin, Drove. Da Mitte des 19. Jahrhunderts die Bevölkerungszahl von Leversbach und Boich stark angestiegen war, erhielten beide Orte zusammen am 11. Juni 1863 den Status eines Rektorats innerhalb der Drover Pfarrei. Zu dieser Zeit befand sich in Boich bereits eine Kapelle. Am 24. April 1953 wurde Boich schließlich von der Mutterpfarre Drove abgetrennt und zur eigenständigen Pfarrei erhoben. Seitdem gehört Leversbach als Filiale zur Pfarre St. Gereon, Boich.
Da Leversbach über kein eigenes Gotteshaus verfügte und die Gläubigen bis ins benachbarte Boich zum Besuch des Gottesdienstes gehen mussten, gründete sich 1904 eine Kapellenbaugemeinschaft. Bereits vor dem Ersten Weltkrieg wurde ein Bauantrag bei den Behörden abgegeben, dem jedoch nicht stattgegeben wurde. Grund der Ablehnung war das zu geringe Vermögen, um einen Kirchenbau realisieren zu können.
Durch das Engagement des Leversbacher Lehrers Hans Hilger und des Pfarrers Josef Außem nach dem Krieg, die beide Mitglieder im Quickborn-Arbeitskreis waren und da Hans Hilger den Kölner Architekten Rudolf Schwarz, ebenfalls Mitglied im reformorientierten Quickborn-Arbeitskreis, persönlich kannte, konnte Schwarz für das Kapellenbauprojekt gewonnen werden. Zwischen 1931 und 1932 fertigte Rudolf Schwarz die Pläne für die Kapelle an und am 14. August 1932, ein Jahr nach der Heiligsprechung des Kapellenpatrons, Albertus Magnus, konnte der Grundstein gelegt werden. Bereits am 20. November 1932 wurde das Gotteshaus eingeweiht.
Im Zweiten Weltkrieg wurde das Bauwerk vor allem im Osten im Bereich des Altares schwer beschädigt. Ende 1949 bat Hans Hilger Rudolf Schwarz Wiederaufbaupläne zu entwerfen. Mitte 1950 fertigte Schwarz die Pläne an, die einige Änderungen am Bauwerk vorsahen. So wurden die bis dahin bis zum Boden reichenden Fensterwände im unteren Bereich vermauert, damit sie nicht mehr die gesamte Raumhöhe einnehmen und der kleine Glockenturm wurde etwas erhöht, um eine zweite Glocke befestigen zu können. Neben diesen beiden Veränderungen blieb der Bau unverändert.
Zwischen 1993 und 1994 wurde die Kapelle grundlegend renoviert, wobei unter anderem die inneren Stützen wieder ihre ursprüngliche Farbgebung erhielten.
Das kleine Gotteshaus gilt als bedeutendes Beispiel und Zeugnis der liturgischen Reformbewegung und des modernen Kirchenbaus im ländlichen Raum zwischen dem Ersten und Zweiten Weltkrieg. Außerdem ist die St. Albertus-Magnus-Kapelle erst der zweite Kirchenbau überhaupt, den Rudolf Schwarz entworfen hatte. Rudolf Schwarz selbst bezeichnete die Kapelle als „Schwesterchen“ von St. Fronleichnam in Aachen, seinem ersten Kirchenbau.

## Ausstattung
Im Innenraum befindet sich teilweise noch die Ausstattung aus den 1930er Jahren. Einige Ausstattungsstücke wurden nach Entwürfen von Rudolf Schwarz angefertigt. Dazu gehörten der Altar und die Auflage für das Messbuch; sie wurden im Krieg zerstört. Das (verschollene) Ewige Licht, die (noch vorhandenen) Altarleuchter, Taufgeschirr sowie Versehlaterne stammen von Fritz Schwerdt. Ebenfalls noch vorhanden sind Monstranz und Ciborium von Anton Schickel sowie das Tabernakel von unbekannter Hand. In den 1950er Jahren wurden der heutige, auf einer dreistufigen Altarinsel aufgestellte Altar und der Taufstein angelegt.

## Architektur
St. Albertus Magnus ist eine rechteckige, längsgestreckte Saalkirche in Formen der Moderne aus unregelmäßigem Bruchsteinmauerwerk aus ortsnahem Sandstein. An der Nordseite befindet sich mittig angebaut die ebenfalls rechteckige Sakristei. An der Südost-Ecke der Sakristei ist ein sehr kleiner, offener Glockenturm aufgebaut. Vor dem Haupteingang an der Westseite befindet sich ein kleiner Windfang mit Pultdach. Das Kirchenschiff wird von einem sehr leicht geneigten Satteldach überspannt.